# Jonas Madureira
Jonas Moreira Madureira (Salvador, Bahia, 30 de julho de 1976) é um pastor batista reformado, teólogo, filósofo, escritor e professor da Universidade Presbiteriana Mackenzie, do Seminário Martin Bucer e do programa de doutorado do Puritan Reformed Theological Seminary (Estados Unidos da América). É vice-presidente do Coalizão pelo Evangelho e membro do Instituto Brasileiro de Direito e Religião, presidido honoravelmente por Ives Gandra Martins, além de também ser pastor da Igreja Batista da Palavra, em São Paulo.
Madureira é conhecido por suas participações em congressos, autoria e coautoria de livros e por lecionar teologia e filosofia em renomadas instituições e por seu magnum opus Inteligência Humilhada. Na obra, Madureira propõe uma reflexão acerca da relação entre o conhecimento de Deus e a limitação intelectual humana, que busca retornar à tradição cristã, isto é, que não pende nem para o racionalismo, nem para o fideísmo. Vale-se, portanto, das vozes de Agostinho de Hipona, Anselmo de Cantuária, Blaise Pascal, Herman Dooyeweerd e João Calvino.

## Vida acadêmica
Concluiu seu bacharelado em Teologia pelo Instituto Betel Brasileiro em 1996. Ingressou na faculdade de Filosofia da Pontifícia Universidade Católica de São Paulo no ano de 2002, obtendo o bacharelado em 2005. No ano seguinte, na mesma instituição, iniciou seu mestrado em Filosofia, concluindo-o em 2008. Em 2010, concluiu novamente Teologia, mas pela Universidade Presbiteriana Mackenzie. No mesmo ano ingressou no Doutorado em Filosofia pela Universidade de São Paulo (FFLCH) com período sanduíche na Universidade de Colônia (Universität zu Köln), em Colônia, na Alemanha, sendo bolsista pelo "Deutscher Akademischer Austauschdienst" - Alemanha.

## Livros
É autor e co-autor de diversos livros, dentre os quais:
- Acima de todos os deuses: Conferência Fiel Mulheres 2019 - coautoria com Rev. Dr. Hernandes Dias Lopes e Renata Gandolfo (2019);
- Coram Deo: A vida perante Deus - coautoria com Rev. Dr. Heber Carlos de Campos, Rev. Dr. Emilio Garofalo Neto e outros (2017);
- Curso Vida Nova de Teologia Básica - Vol. 9 - Filosofia (2008);
- Inconformados: Renovando a nossa mente - coautoria com Rev. Dr. Emilio Garofalo Neto (2018);
- Inteligência Humilhada (2017);
- Martinho Lutero: uma coletânea de escritos - coautoria com Djair Dias Filho (2017);
- O custo do discipulado: A doutrina da imitação de Cristo (2019);
- Tomás de Aquino e o conhecimento de Deus: A imaginação a serviço da teologia (2021).
- Meditações na Terra Santa: Seguindo os passos de Jesus em Israel - coautoria com Franklin Ferreira (2024).

## Posicionamentos
No ano de 2018, Madureira manifestou sua crença no marxismo cultural, uma teoria de conspiração, segundo a qual há um movimento contemporâneo da esquerda mundial para destruir a cultura ocidental. Segundo ele, o "marxismo cultural tem contaminado diversos aspectos da sociedade, não é uma visão apenas econômica e política… Essa invasão passou a se tornar uma invasão horizontal, alterando a maneira com que as pessoas pensam, influenciando sobretudo a educação, a mídia e o direito". Madureira também crê na incompatibilidade do cristianismo com a participação nessa suposta conspiração, bem como com a esquerda política. Para Madureira, os cristãos não podem ser de esquerda. Em vídeo, o pastor declarou:
| “ | "É como se a gente estivesse perguntando se o cristão pode ser ateu. A cosmovisão socialista em seu sentido puro, fundamental é anticristã, antagônica à fé cristã" | ” |
|   | — Jonas Madureira. |   |

Em fevereiro de 2020, Madureira assinou o manifesto Acerca das Difamações e Demonstrações Públicas de Desprezo Contra os Cristãos em que aponta perseguição a cristãos que atuam no governo.
Em maio do mesmo ano, no contexto da Pandemia de COVID-19 no Brasil, Madureira assinou junto a outras 16 personalidades do meio evangélico, como o pastor Augustus Nicodemus Lopes, uma carta aberta intitulada Pela Pacificação da Nação em Meio à Pandemia. O documento, corroborado pelos pastores da Primeira Igreja Presbiteriana do Recife, pela Convenção Batista Reformada do Brasil e por outras instituições, recomendava oração por diversos aspectos da crise sanitária. Um dos itens, que criticava o "endeusamento da ciência", causou grande polêmica na mídia.